# Ian Somerhalder
Ian Joseph Somerhalder ameriški fotomodel, igralec in producent, * 8. december 1978, Covington, Louisiana, Združene države Amerike.
Najbolj je znan po vlogah  Boona Carlyla v TV nanizanki Skrivnostni otok in Damona Salvatoreja v nanizanki The Vampire Diaries.

## Mladost
Ian Somerhalder se je rodil in odrasel v  Covingtonu, Louisiana, staršema Robertu in Edni. Ima starejšega brata Boba in mlajšo sestro Robin. Z manekenstvom je začel pri rosnih desetih letih, pri 17. letih pa se je začel ukvarjati tudi z igralstvom.

## Kariera
Poleti leta 2000 je Ian igral v kratko trajajoči TV nanizanki Young Americans. Igral je Hamiltona Fleminga, sina dekana prestižne šole, ki se zaljubi v fanta, ki je dejansko dekle. Leta 2002 je igral lik biseksualca Paula Dentona, v filmu, posnetem po romanu Breta Eastona Ellisa, Pravila privlačnosti (The rules of attraction) skupaj z Jamesom Van Der Beekom, Shannyn Sossamon in  Jessico Biel. Vloga, s katero je dosegel preboj, je bil leta 2004 Boone Carlyla v TV nanizanki Skrivnostni otok. Kljub smrti njegova lika v 20. delu 1. sezone, se je Ian med letoma 2005 in 2010 še sedemkrat pojavil v Skrivnostnem otoku, tudi v finalnem delu nanizanke.
Leta 2006 je bil izbran za enega izmed desetih top modelov pri DNA Model Management.
Kot gost je igral v HBO-evi nanizanki Tell me if you love me, kjer se je pojavil popolnoma gol v enem od prizorov z igralko Michelle Borth. Nanizanko so po eni sezoni ukinili. Leta 2009 je igral v filmu The Tournament vlogo serijskega morilca, ki tekmuje z drugimi morilci v smrtonosnem tekmovanju. 10. oktobra 2009 je bila objavljena njegova nova vloga v filmu Cradlewood, režiserja Harryja Weinmanna.
Somerhalder trenutno igra lik Damona Salvatorja v najstniški TV nanizanki The Vampire Diaries. Z vlogo je zmagal na tekmovanju za »najbolj seksi zver« (Sexy Beast)

## Filmografija
| Film       | Film                                           | Film                           | Film                                   |
| Leto       | Film                                           | Vloga                          | Opombe                                 |
| ---------- | ---------------------------------------------- | ------------------------------ | -------------------------------------- |
| 1998       | Zvezdniki (Celebrity)                          | Neznano                        |                                        |
| 2001       | Hiša na pečini (Life as a House)               | Josh                           |                                        |
| 2002       | Changing Hearts                                | Jason Kelly                    |                                        |
| 2002       | Pravila privlačnosti (The Rules of Attraction) | Paul Denton                    |                                        |
| 2004       | In Enemy Hands                                 | U.S.S. Swordfish: Danny Miller |                                        |
| 2004       | The Old Man and the Studio                     | Matt                           |                                        |
| 2004       | Recess                                         | Cooley                         |                                        |
| 2006       | National Lampoon's TV: The Movie               | Neznano                        |                                        |
| 2006       | Utrip groze (Pulse)                            | Dexter                         |                                        |
| 2006       | The Sensation of Sight                         | Drifter                        |                                        |
| 2008       | The Lost Samaritan                             | William Archer                 |                                        |
| 2008       | Lost City Raiders                              | Jack Kubiak                    |                                        |
| 2009       | Wake                                           | Tyler                          |                                        |
| 2009       | The Tournament                                 | Miles Slade                    |                                        |
| 2010       | How to Make Love to a Woman                    | Daniel                         |                                        |
| 2013       | Caught On Tape                                 | policist Lewis                 |                                        |
| Televizija |                                                |                                |                                        |
| Leto       | Naslov                                         | Vloga                          | Opombe                                 |
| 1997       | The Big Easy                                   | I.Q.                           | Epizoda: »The Black Bag«               |
| 1999       | Now and Again                                  | Brian                          | Epizoda: »A Girl's Life«               |
| 2000       | Young Americans                                | Hamilton Fleming               | 8 epizod                               |
| 2001       | Anatomy of a Hate Crime                        | Russell Henderson              | Film                                   |
| 2002       | CSI: Las Vegas                                 | Tony Del Nagro                 | Epizoda: »Revenge Is Best Served Cold« |
| 2003       | Law & Order: Special Victims Unit              | Charlie Baker                  | Epizoda: »Dominance«                   |
| 2003       | CSI: Miami                                     | Ricky Murdoch                  | Epizoda: »The Best Defense«            |
| 2004       | Fearless                                       | Jordan Gracie                  | Uvodni del                             |
| 2004       | Smallville                                     | Adam Knight                    | 7 epizod                               |
| 2007       | Marco Polo                                     | Marco Polo                     | Film                                   |
| 2007       | Tell Me You Love Me                            | Nick                           | 6 epizod                               |
| 2008       | Lost City Raiders                              | Jack Kubiak                    | Film                                   |
| 2009       | Fireball                                       | Lee Cooper                     | Film                                   |
| 2004–2010  | Skrivnostni otok                               | Boone Carlyle                  | 26 epizod                              |
| 2009–      | The Vampire Diaries                            | Damon Salvatore                | Glavna vloga                           |

## Nagrade
| Leto                       | Kategorija                                               | Delil z/s | Prejemnik                    | Rezultat   |
| -------------------------- | -------------------------------------------------------- | --------- | ---------------------------- | ---------- |
| Young Hollywood Awards     |                                                          |           |                              |            |
| 2002                       | Obetavna mlada osebnost - Moški                          | /         | /                            | Zmagovalec |
| Teen Choice Awards         |                                                          |           |                              |            |
| 2005                       | Choice TV Breakout Performance - Male                    | /         | Skrivnostni otok (2004)      | Nominiran  |
| Screen Actors Guild Awards |                                                          |           |                              |            |
| 2006                       | Outstanding Performance by an Ensemble in a Drama Series | Zasedba   | Skrivnostni otok (2004)      | Zmagovalec |
| Teen Choice Awards         |                                                          |           |                              |            |
| 2010                       | Choice TV Villain                                        | /         | »The Vampire Diaries« (2009) | Zmagovalec |
| 2010                       | Choice Male Hottie                                       | /         | »The Vampire Diaries« (2009) | Nominiran  |